# العنف المضاد للثورة: حمامات الدم في الحقيقة والدعاية
العنف المضاد للثورة: حمامات الدم في الحقيقة والدعاية هو كتاب لنعوم تشومسكي وإدوارد هيرمان نُشر في 1973 مع مقدمة لريتشارد أ. فلك. يقدم الكتاب نقدًا للسياسة الخارجية للولايات المتحدة في الهند الصينية.

## المحتويات
قدم تشومسكي وهيرمان نقدًا للسياسة الخارجية للولايات المتحدة في الهند الصينية، مع التركيز على حرب فيتنام بشكل ملحوظ. ضم الكتاب أجزاء عن مجزرة مي لاي وعملية سبيدي إكسبريس وبرنامج فينيكس.
قدم تشومسكي وهيرمان في العنف المضاد للثورة إطارًا أصبح سمة مميزة لعملهم، الذي صنف حمامات الدم (والأنشطة الإرهابية) إلى تلك التصنيفات بالنسبة لواشنطن العاصمة ووسائل الإعلام المرتبطة:
- حميد: شرق باكستان في 1971، وبوروندي في 1972.
- بنّاء: إندونيسيا في 1965–1966، وفرنسا في فيتنام، ونظام ديم في فيتنام في الخمسينيات، والولايات المتحدة في الفلبين في الستينيات، بشكل متكرر منذ 1898 حتى طباعة العنف المضاد للثورة في 1973، والولايات المتحدة في كمبوديا منذ انقلاب لون نول في 1970 حتى طباعة العنف المضاد للثورة في 1973.
- عدواني: الثورة الفيتنامية في الخمسينيات والستينيات.
- أسطوري: استصلاح الأراضي في شمال فيتنام في الخمسينيات، وشمال فيتنام في هوي في 1968.

جادل تشومسكي وهيرمان بأن التعامل الأمريكي مع حمامات الدم ارتبط بالمصالح السياسية، بصرف النظر عن الحقائق الموضوعية لجرائم القتل. كانت حمامات الدم الحميدة هي تلك حيث كان للمؤسسة السياسية الأمريكية اهتمام استراتيجي قليل، وارتُكبت عادةً عن طريق الدول الصديقة (وجهزت الولايات المتحدة بانتظام الأنظمة المرتكبة لجرائم القتل)، كان لحمامات الدم البناءة نتائج إيجابية بشدة للمصالح الأمريكية (بالأخص من الناحية المالية)، ارتُكبت حمامات الدم العدوانية بواسطة أعداء رسميين، بينما لم تحدث حمامات الدم الأسطورية أو كانت أحداثًا هامشية وتضخمت إلى أوضاع أسطورية عبر مبالغة الحكومة والإعلام.

## تاريخ النشر
نشرت دار وارنر موديولار للنشر التابعة لوارنر ميديا العملَ في 1973. أراد رئيس قسم النشر في وارنر منع الكتاب من النشر، وأُغلقت وارنر موديولار نتيجة لذلك.

وافقت وارنر موديولار في البداية على طباعة 20000 نسخة من الكتاب. قضى ناشر وارنر موديولار، كلاودي ماك كاليب حياته العملية في نشر كتب لصالح الجامعات، وخُطط للعنف المضاد للثورة ليكون جزءًا من سلسلة من الأعمال التي تدرس المؤسسات الأمريكية، التي اعتقد ماك كاليب أنها ستكون مناسبة بعد فضيحة ووترغيت. أعدت وارنر موديولار الإعلانات لإطلاقها في المطبوعات الدورية المختلفة لكتاب العنف المضاد للثورة المنتظر، تحسبًا للاتفاقية المرتقبة مع جمعية علم الاجتماع الأمريكية في مدينة نيويورك. طبقًا لماك كاليب في شهادة لتشومسكي وهيرمان اقتُبست في كتاب احتكار الإعلام لبن باغديكيان، في 27 أغسطس 1973، فإن رئيس قسم عمليات الكتب في وارنر ميديا، ويليام سارنوف، ابن أخ دافيد سارنوف، قد رأى الإعلانات تأتي إلى مكتبه، فدعا مكتب ماك كاليب في أندوفر في ماساتشوستس، وتساءل إذا ما كان العنف المضاد للثورة سيكون أحد أوراق البنتاغون التي قد تحرج وارنر. أجاب ماك كاليب بأنها ليست وثائق مسربة، ولكنه تحليل للشأن العام بواسطة اثنين من الأكاديميين المعترف بهم. بعد ذلك بساعتين، دعا سارنوف ماك كاليب مرة أخرى وطلب منه أن يسافر في تلك الليلة ويحضر له إحدى نسخ تجارب الطباعة إلى مكتبه في مدينة نيويورك. ترك ماك كاليب الكتاب في الصباح في مكتب سارنوف، ثم ذهب إلى الحجيرة في مؤتمر جمعية علم الاجتماع الأمريكية، منتظرًا نسخ تجارب الطباعة لكتاب العنف المضاد للثورة التي خرجت للتو من أجهزة الطباعة. في خلال عدة ساعات، طلب سارنوف من ماك كاليب أن يأتي إلى مكتبه مرة أخرى. اقتُبس عن ماك كاليب قوله: 
بدأ سارنوف في الحال بالهجوم اللفظي العنيف تجاهي بسبب نشري العنف المضاد للثورة، ذاكرًا -من بين العديد من الأشياء الأخرى- أنه كان حزمة من الأكاذيب، وسفيهًا، وهجومًا على الأمريكيين المحترمين وغير موثق، ولا يستحق النشر من دار نشر جادة. 
ذكّر ماك كاليب سارنوف بالاتفاق الذي اتفقوا عليه عند توظيف ماك كاليب: يُعطى ماك كاليب وفريقه حرية التصرف في اختيار ما يُنشر، وأن مستوى مبيعاتهم يقيس نجاحهم. رفض سارنوف حجة ماك كاليب وذكر أن الاتفاق لم يشمل الأعمال «عديمة القيمة المليئة بالأكاذيب».اشتكى سارنوف بأن الكثير من أعمال وارنر موديولار كتبها كُتاب يساريون. رد ماك كاليب بأن الكُتاب المحافظين كانوا ممثلين أيضًا، وأن وارنر موديولار خططت لنشر أعمال كتبها ميلتون فريدمان وفريدريك هايك.